# مدارهای مجتمع با کاربرد خاص
مدارهای مجتمع با کاربرد خاص (به انگلیسی: Application-specific integrated circuit) به اختصار ای‌سیک (به انگلیسی: ASIC) به منظور انجام عملیات خاص، طراحی و بهینه‌سازی شده‌اند. به عنوان مثال یک پردازنده که در گوشی موبایل مورد استفاده قرار می‌گیرد نمونه‌ای از این نوع تراشه‌ها است. استفاده از تراشه‌های ASIC به افزایش کارایی سیستم منتهی می‌شود اما طرح ایجاد شده، دیگر انعطاف‌پذیر نیست. در مقابل، پردازنده‌ها با وجود انعطاف‌پذیری از قابلیت‌های لازم برخوردار نیستند. FPGA‌ها راه حلی برای ایجاد یک سیستم با انعطاف‌پذیری بالا و کارایی مورد نیاز می‌باشند. در ASICهای اولیه از فناوری آرایه گیت استفاده می‌شد. اولین برنامهٔ تجاری موفق در سال‌های ۱۹۸۱ و ۱۹۸۲ در رایانه‌های ۸ بیتی سری ZX اتفاق افتاد.
عموماً تراشه‌های ASIC با تکتولوژی MOS ساخته می‌شوند.

## مقایسهFPGA‌هاو تراشه‌های ASIC
تراشه‌های ASIC بهینه‌ترین راه حل موجود هستند اما استفاده از آن‌ها دارای عیوب عمده‌ای نیز هست.
نخست آن که هزینه لازم برای تولید این تراشه‌ها بسیار بالاست به‌طوری‌که اگر تعداد تراشه‌های مورد نیاز از حد خاص کمتر باشد تولید آن‌ها از دیدگاه اقتصادی قابل توجیه نیست. ثانیاً زمان لازم برای طراحی و تولید آن‌ها نسبتاً طولانی است که این موضوع به افزایش زمان ارائه محصول به بازار منجر می‌شود. مشکل دیگر این تراشه‌ها آن است که در صورت نیاز به ایجاد یک تغییر کوچک در طراحی، باید پروسه زمان‌بر و پرهزینه فوق مجدداً طی شود. FPGA‌ها با ارائه یک معماری برنامه‌پذیر، قیمت پایین و زمان راه‌اندازی اندک این مشکلات را برطرف کرده‌اند. تا آن‌جا که یکی از کاربردهای تراشه‌های FPGA در مراحل تست و راه اندازی ASICها است. به این ترتیب که طرح مورد نظر با تراشهFPGA تست می‌شود و پس از رفع اشکالات و تصحیحات لازم، روی تراشه ASIC پیاده می‌شود. مزیت این روش آن است که از تکرار پروسه زمان‌بر و پرهزینه تولید تراشه‌های ASIC جلوگیری می‌کند.

## اِی‌سیک‌ها در دنیای استخراج ارزهای دیجیتال
فرایند استخراج (ماینینگ) ارز دیجیتال در ابتدا به گونه‌ای طراحی شد که هر کاربر معمولی با رایانه خانگی خود بتواند به این کار بپردازد. اما این روند پس از بالارفتن سختی شبکه اکنون تغییر یافته‌است. امروزه بهترین راه برای استخراج بیت کوین، آتریوم و سایر ارزهای دیجیتال قابل استخراج استفاده از اِی‌سیک (ASIC) است.
این سخت‌افزارها برای اینکه برای استخراج ارز دیجیتال کاربرد داشته باشند، بر روی مادربوردهایی خاص سوار شده و در قالب یک دستگاه واحد تولید تولید می‌شود.

## سخت‌افزار اِی‌سیک (ASIC) ارز دیجیتال
فرایند استخراج (ماینینگ) ارز دیجیتال به معنای اجرای یک سری محاسبات پیچیده و با هدف رسیدن به یک رشته رقمی مشخص است.
سخت‌افزارهای استخراج ارز دیجیتال (خواه به صورت ASIC یا ریگ کارت گرافیک و یک کامپیوترهای شخصی) باید انبوهی از محاسبات را به انجام برساند تا در نهایت بتواند به این رقم مشخص دست یابد.
افراد و سامانه‌های محاسباتی زیادی در سراسر جهان به استخراج بیت کوین مشغولند. در این میان برخی از این افراد با هم به تلاش برای یافتن این رقم می‌پردازند. اگر ماینرها سخت‌افزار قدرتمندتری داشته باشند، سریع‌تر می‌توانند به این پاداش برسند. به همین دلیل است که ماینرها از سخت‌افزار ASIC استقبال می‌کنند. با استفاده از سخت‌افزار ASIC شانس دستیابی به این پاداش در استخراج ارز دیجیتال افزایش می‌یابد.
هر ارز دیجیتال یک الگوریتم هَش خاص خود را دارد. به همین دلیل سخت‌افزار ASIC ویژه یک ارز دیجیتال با دیگری متفاوت است. برای نمونه، دستگاه‌های ASIC بیت‌کوین از الگوریتم SHA-256 پیروی می‌کنند. لایت‌کوین نیز دارای الگوریتم Scrypt است. به این ترتیب یک دستگاه ASIC ویژه لایت‌کوین می‌تواند به استخراج سایر ارزهای دیجیتال دارای این الگوریتم نیز بپردازد.